# Naturschutzgebiet Buchenwald bei Wenningen
Das Naturschutzgebiet Buchenwald bei Wenningen mit einer Größe von 4,2 ha liegt westlich vom Weiler Wenningen bzw. südwestlich vom Dorf Oelinghauser Heide im Stadtgebiet von Arnsberg im Hochsauerlandkreis. Es wurde 1998 mit dem Landschaftsplan Arnsberg durch den Kreistag des Hochsauerlandkreises als Naturschutzgebiet (NSG) ausgewiesen. Bei der Neuaufstellung des Landschaftsplanes Arnsberg durch den Kreistag 2021 wurde das NSG mit verändertem Namen erneut ausgewiesen.

## Gebietsbeschreibung
Im NSG handelt es sich um einen Rotbuchenwald mit Orchideen auf einem südlich und westlich exponiertem Gelände. Das NSG weist lokal eine recht gut entwickelte Strauchschicht mit Holunder und etwas Stechpalme auf. In anderen Bereichen fehlt hingegen die Strauchschicht. Die Krautschicht bilden teilweise Springkraut oder Brennnessel. Holunder- und Brennnesselbestände weisen flächenweise auf ruderalisiert-eutrophierte Verhältnisse im NSG hin. In anderen Bereichen besteht die Krautschicht aus Waldmeister oder anderen Waldarten. Der Wald im NSG ist eine Übergangsform zwischen Hainsimsen- und Waldmeister-Buchenwald. Örtlich befindet sich liegendes Totholz im Schutzgebiet.
Westlich vom NSG lag bei Ausweisung ein Fichtenwald der 2020 abstarb. Sonst ist das NSG von Grünland umgeben.
Zum Wert des NSG führt der Landschaftsplan aus: „Das Gebiet ist in seiner Ausprägung für den Naturraum ein typischer und wertvoller, nicht mehr häufiger Lebensraum.“

## Spezielle Schutzzwecke für das NSG
Laut Landschaftsplan erfolgte die Ausweisung zum:
- „Schutz, Erhaltung und Entwicklung einer naturnahen Laubwaldgesellschaft und ihrer Lebensgemeinschaft.“
- „Das NSG dient auch der nachhaltigen Sicherung von Vorkommen seltener Pflanzenarten.“[2]